# For All the King's Men
Albums de Maceo Parker
Us
(1974) Roots Revisited
(1990)
For All the King's Men est le 4e album de Maceo Parker, publié en 1989.

## Titres
1. Sax Machine
2. Let'Em Out
3. Tell the World
4. Let'Em Out (first cut)
5. Sax Machine (bonus saxed version)